# Martínez (Familienname)

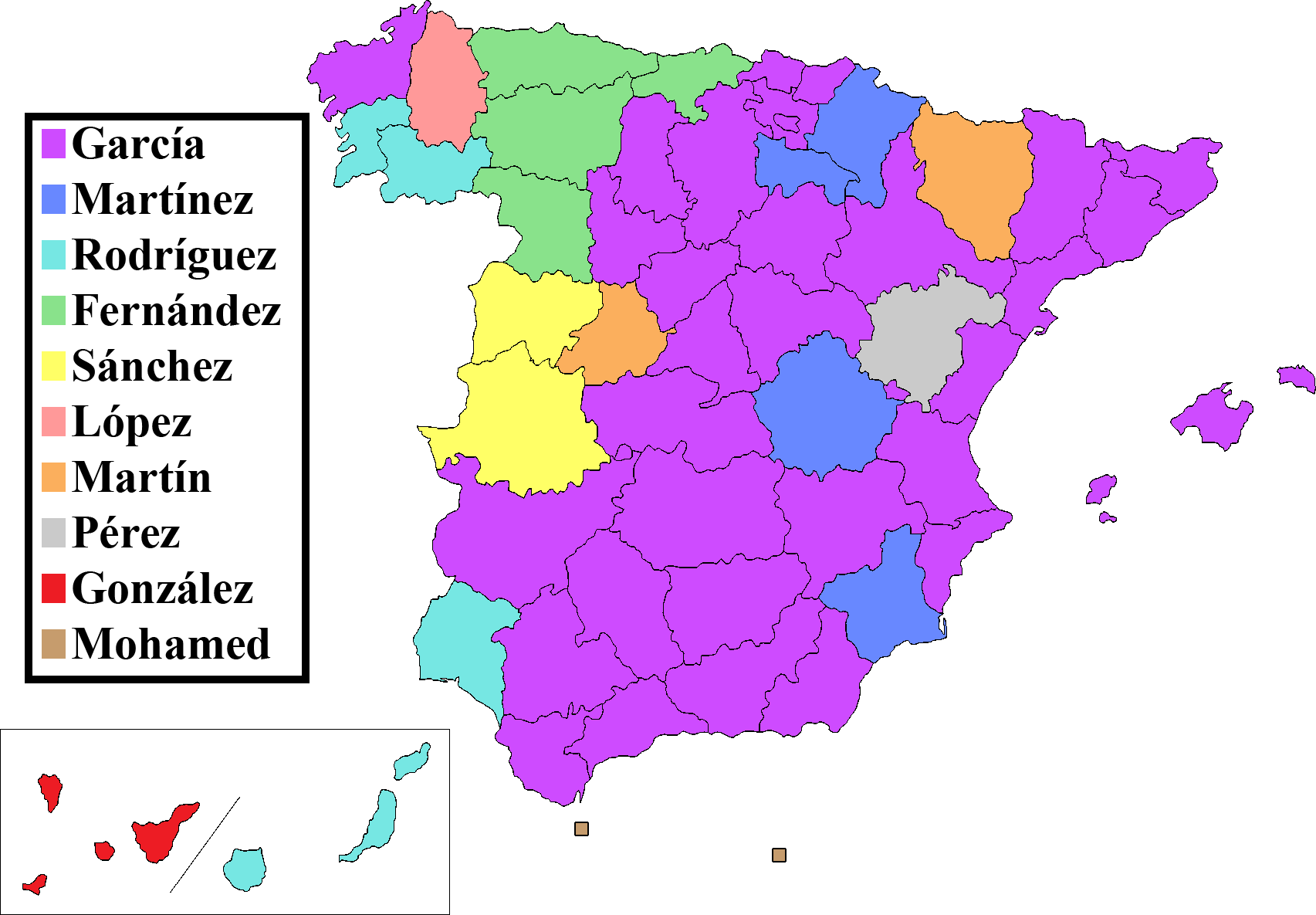
Die meistverbreiteten Familiennamen in Spanien

Martínez oder Martinez ist ein spanischer Familienname.

## Herkunft und Bedeutung
Martínez ist ein weit verbreiteter spanischer Familienname. Er ist der am meisten verbreitete Familienname in den Regionen Navarra, La Rioja, Cuenca und Murcia in Spanien.
Martínez besteht aus dem Namen Martín und der Endung -ez, die im Spanischen für „Sohn von“ steht. Dementsprechend ist Martínez eine patronymische Bildung und bedeutet „Sohn von Martín“. Sowohl „Martín“ als auch „Martínez“ werden im Spanischen auf dem „i“ betont.

## Varianten
- Martines
- Martinecz

## Namensträger

### A
- A Martinez (* 1948), US-amerikanischer Schauspieler
- A. Lee Martinez (* 1973), US-amerikanischer Schriftsteller
- Abilio Martínez Varea (* 1964), spanischer Geistlicher, Bischof von Ciudad Real
- Aciel Martinez Pol (* 1990), deutsch-kubanischer Schauspieler, Theaterpädagoge und Musicaldarsteller
- Adalberto Martínez Flores (* 1951), paraguayischer Geistlicher, Erzbischof von Asunción
- Ademar Martínez (* 1990), uruguayischer Fußballspieler
- Adonay Martínez (* 1975), salvadorianischer Fußballspieler
- Adrián Martínez (Fußballspieler, 1970) (* 1970), mexikanischer Fußballtorhüter
- Adrian Martinez (Schauspieler) (* 1972), US-amerikanischer Schauspieler
- Adrián Martínez (Fußballspieler, 1992) (Adrián Nahuel Martínez; * 1992), argentinischer Fußballspieler
- Adrián Martínez (Fußballspieler, 1993) (Luis Adrián Martínez; * 1993), venezolanischer Fußballspieler
- Adrián Martínez (Baseballspieler) (* 1996), mexikanischer Baseballspieler
- Adrian Martinez (Footballspieler) (* 2000), US-amerikanischer American-Football-Spieler
- Agustín Álvarez Martínez (* 2001), uruguayischer Fußballspieler
- Alberto Martínez (Fußballspieler) (1950–2009), urugua
- Alberto García Martínez (* 1965), mexikanischer Fußballspieleryischer Fußballspieler
- Alberto Martínez (Rennfahrer) (1977–2020), spanischer Motorradrennfahrer
- Alberto Martínez (Leichtathlet) (* 1978), spanischer Leichtathlet
- Alberto Martínez (Stabhochspringer) (* 1982), spanischer Stabhochspringer
- Alberto Martínez (Schwimmer) (* 1998), spanischer Schwimmer
- Alec Martinez (* 1987), US-amerikanischer Eishockeyspieler
- Aleix Martínez (* 1992), spanischer Balletttänzer und Choreograf
- Alejandra Jimenez Martinez (* 1988), peruanische Basketballspielerin
- Alejandro Martínez Chorro (* 1998), spanischer Bahnradsportler
- Álex Martínez (Fußballspieler, 1959) (* 1959), chilenischer Fußballspieler
- Alex Martínez (Gewichtheber) (* 1939), salvadorianischer Gewichtheber
- Alex J. Martinez (* 1951), US-amerikanischer Richter
- Álex Martínez (Fußballspieler, 1959) (* 1959), chilenischer Fußballspieler
- Àlex Martínez (Fußballspieler, 1987) (* 1987), andorranischer Fußballspieler
- Álex Martínez (Fußballspieler, 1990) (* 1990), spanischer Fußballspieler
- Alex Martínez (Fußballspieler, 1991) (* 1991), uruguayischer Fußballspieler
- Álex Martínez (Schauspieler) (* 1991), spanischer Schauspieler
- Álex Martínez (Tennisspieler) (* 2001), spanischer Tennisspieler
- Alex Martinez (Künstler), US-amerikanischer Graffiti-Künstler
- Alexander Martínez (* 1977), Schweizer Leichtathlet
- Alexandre Martínez (* 1998), andorranischer Fußballspieler
- Alfonso Martinez (Bischof) († 1314), Bischof von Astorga
- Alfonso Martínez (Basketballspieler) (1937–2011), spanischer Basketballspieler
- Alfonso Martinez (Taekwondoin) (* 1982), belizischer Taekwondoin
- Alfonso Martinez (Schauspieler) (* 1988), philippinischer Schauspieler
- Alfonso Martínez Alcázar (* 1975), mexikanischer Politiker
- Alfonso Martínez Domínguez (1922–2002), mexikanischer Politiker
- Alfonso Martínez Garrido (1936–1996), spanischer Journalist und Schriftsteller
- Alfonso Martínez-Mena (1928–2010), spanischer Schriftsteller
- Alfonso Martínez de Toledo (1398–1470), spanischer Schriftsteller und Domherr
- Alfonso Máiquez Martínez (1954/1955–2010), spanischer Fußballfunktionär
- Alfonso Michel Martínez (1897–1957), mexikanischer Künstler
- Alfonso Sánchez Martínez (1911–1981), mexikanischer Journalist und Filmkritiker
- Alfredo Ramos Martínez (1871–1946), mexikanischer Maler
- Alphonse Martinez (1928–2021), französischer Fußballspieler
- Ana María Martínez Sagi (1907–2000), spanische Autorin und Sportlerin
- Andrés Martínez (* 1972), uruguayischer Fußballspieler
- Andrés Martínez Trueba (1884–1959), uruguayischer Chemiker und Politiker
- Andrew Martinez (Andy DeMize; 1983–2009), US-amerikanischer Schlagzeuger
- Andy Martínez (* 1993), peruanischer Leichtathlet
- Ángel Martínez Cervera (* 1986), spanischer Fußballspieler
- Angel Floro Martínez (1940–2023), spanischer Ordensgeistlicher, Bischof von Gokwe
- Angie Martinez (* 1971), US-amerikanische Rapperin und Moderatorin
- Anne Erauskin Martínez (* 1998), spanische Handballspielerin
- Antonio Martínez (Insektenkundler) (1922–1993), argentinischer Insektenkundler
- Antonio Martínez (Fußballspieler, 1977) (* 1977), mexikanischer Fußballspieler
- Antonio Martínez (Fußballspieler, 1990) (* 1990), spanischer Fußballspieler
- Antonio María Martínez († 1823), spanischer Oberst und Gouverneur
- Antonio Rodríguez Martínez (* 1979), spanischer Fußballspieler, siehe Toño (Fußballspieler, 1979)
- Antonio Martínez Amillo (* 1959), spanischer Karateka
- Antonio Martínez Llamazares (* 2003), spanischer Handballspieler
- Arialis Martinez (* 1995), kubanische Sprinterin
- Ariel Martínez (Baseballspieler) (* 1996), kubanischer Baseballspieler
- Ariel Martínez (Fußballspieler, 1986) (* 1986), kubanischer Fußballspieler
- Ariel Martínez (Fußballspieler, 1994) (* 1994), chilenischer Fußballspieler
- Ariel Martínez (Komponist) (1940–2019), uruguayisch-argentinischer Komponist und Bandoneonist
- Armando Martínez (* 1961), kubanischer Boxer
- Armando Martínez (Radsportler) (1931–1969), mexikanischer Radrennfahrer
- Arnau Martínez (* 2003), spanischer Fußballspieler
- Arnoldo Martínez Verdugo (1925–2013), mexikanischer Politiker
- Arsenio Martínez-Campos (1831–1900), spanischer General
- Arthur Martinez (* 1939), US-amerikanischer Geschäftsmann
- Arturo Vélez Martínez (1904–1989), mexikanischer Geistlicher, Bischof von Toluca
- Asier Martínez (* 2000), spanischer Hürdenläufer
- Aurelio Martínez (1969–2025), honduranischer Musiker und Politiker
- Aurelio Martínez Flóres, mexikanischer Fußballspieler und -funktionär
- Aurelio Martínez Mutis (1884–1954), kolumbianischer Lyriker
- Aymée Martínez (* 1988), kubanische Sprinterin

### B
- Baldo Martínez (* 1959), spanischer Jazzmusiker
- Bartolomé Martínez González (1860–1936), nicaraguanischer Politiker und Präsident des Landes
- Benito Martinez (* 1971), US-amerikanischer Schauspieler
- Benjamín Martínez (* 1987), spanischer Fußballspieler
- Bernat Martínez († 2015), spanischer Motorradrennfahrer
- Blake Martinez (* 1994), US-amerikanischer American-Football-Spieler
- Bob Martinez (Robert Martinez; * 1934), US-amerikanischer Politiker, Gouverneur von Florida
- Brenda Martinez (* 1987), US-amerikanische Mittelstreckenläuferin

### C
- Càndida Pérez i Martínez (1893–1989), katalanische Coupletsängerin und Komponistin
- Carlos Martínez (Fußballspieler, 1940) (1940–2015), uruguayischer Fußballspieler
- Carlos Martínez (kubanischer Sprinter) (* 1945), kubanischer Sprinter
- Carlos Martínez (Mittelstreckenläufer) (1949–2013), mexikanischer Mittelstrecken- und Hindernisläufer
- Carlos Martínez (Pantomime) (* 1955), spanischer Pantomime
- Carlos Martínez (Skirennläufer) (* 1957), argentinischer Skirennläufer
- Carlos Martínez (argentinischer Sprinter), argentinischer Sprinter
- Carlos Martínez (Fußballspieler, 1964) (* 1964), uruguayischer Fußballspieler
- Carlos Martínez (Baseballspieler) (1965–2006), venezolanischer Baseballspieler
- Carlos Martinez (* 1967), Schweizer Architekt
- Carlos Martínez (Fußballspieler, 1986) (* 1986), spanischer Fußballspieler
- Carlos Martínez (Baseballspieler, 1991) (* 1991), dominikanischer Baseballspieler
- Carlos Martínez (Fußballspieler, 1993) (* 1993), uruguayischer Fußballspieler
- Carlos Martínez (Fußballspieler, 1999) (* 1999), costa-ricanischer Fußballspieler
- Carlos Martínez de Irujo (1802–1855), spanischer Politiker
- Carlos Alberto Correa Martínez (* 1968), kolumbianischer Geistlicher, Bischof von Apartadó
- Carlos Julio Martínez (Carlos Julio Martínez Rivas, * 1994), dominikanischer Fußballspieler
- Carlos Walker Martínez (1842–1905), chilenischer Autor und Politiker
- Carlota Martínez Círez (* 2001), spanische Tennisspielerin
- Carmen Martínez (Leichtathletin) (Carmen Patricia Martínez Aguilera; * 1982), paraguayische Leichtathletin
- Carmen López Martínez (* 2005), spanische Tennisspielerin
- Carmen Martínez Sierra (1904–2012), spanische Sängerin und Schauspielerin
- Carmen Polo y Martínez-Valdés (1900–1988), spanische Ehefrau von General Francisco Franco
- Cayetano Martínez de Irujo (* 1963), spanischer Springreiter
- Cecilia Martínez (Schauspielerin) (1913–2015), venezolanische Schauspielerin, Rundfunksprecherin und Fernsehmoderatorin
- Cecilia Martinez (Tennisspielerin) (* 1947), US-amerikanische Tennisspielerin
- Cecilia Martinez (Umweltaktivistin), US-amerikanische Umweltaktivistin, 2021–2022 stellv. Direktorin des Council on Environmental Quality
- Cecilia Martínez (Judoka), mexikanische Judoka, Bronzemedaillengewinnerin bei den Panamerikanischen Judo-Meisterschaften 1997
- Cecilio Raúl Berzosa Martínez (* 1957), spanischer Geistlicher, Bischof von Ciudad Rodrigo
- Célia Martinez (* 1991), französische Geschwindigkeitsskifahrerin
- Cesar Martinez (Priester) (* 1936), spanischer römisch-katholischer Priester, Seelsorger, Theologe und Kirchenrechtler
- César Augusto Franco Martínez (* 1948), spanischer Geistlicher, Weihbischof in Madrid
- César Díaz Martínez (* 1987), spanischer Fußballspieler
- Christian Martínez (Fußballspieler, 1979) (* 1979), mexikanischer Fußballspieler
- Christian Martínez (Fußballspieler, 1990) (* 1990), honduranischer Fußballspieler
- Christian Martínez (Fußballspieler, 1994) (* 1994), costa-ricanisch-salvadorianischer Fußballspieler
- Christian Martínez (Fußballspieler, 2000) (* 2000), spanischer Fußballspieler
- Chucho Martínez Gil (1917–1988), mexikanischer Sänger und Komponist
- Chus Martínez (* 1972), spanische Kunsthistorikerin und Museumskuratorin
- Clarence Martínez (* 1979), nicaraguanischer Fußballspieler
- Claudi Martínez i Imbert (1845–1919), katalanischer Komponist, Pianist und Musikpädagoge
- Claudio Martínez Mehner (* 1970), deutsch-spanischer Pianist und Dirigent
- Cliff Martinez (* 1954), amerikanischer Filmkomponist
- Conchita Martínez (* 1972), spanische Tennisspielerin
- Conchita Martínez Granados (* 1976), spanische Tennisspielerin
- Cris Martínez (* 1993), paraguayisch-chilenischer Fußballspieler
- Cristhian Martínez (Baseballspieler) (* 1982), dominikanischer Baseballspieler
- Cristhian Martínez (Fußballspieler) (* 1983), chilenischer Fußballspieler
- Cristian Martínez (Fußballspieler, 1983) (* 1983), paraguayischer Fußballspieler
- Cristian Martínez (Fußballspieler, 1988) (* 1988), kolumbianischer Fußballspieler
- Cristian Martínez (Fußballspieler, 1989) (* 1989), andorranischer Fußballspieler
- Cristian Martínez (Fußballspieler, 1997) (* 1997), panamaischer Fußballspieler

### D
- Daniel Martínez (Politiker) (* 1957), uruguayischer Politiker
- Daniel Martínez (Fußballspieler, 1959) (* 1959), uruguayischer Fußballspieler
- Daniel Martinez (Fußballspieler, 1973) (* 1973), schwedischer Fußballspieler
- Daniel Martínez (Fußballspieler, 1981) (* 1981), uruguayischer Fußballspieler
- Daniel Martínez (Fußballspieler, 1991) (* 1991), uruguayischer Fußballspieler
- Daniel Martínez (Bogenschütze) (* 1996), dominikanischer Bogenschütze
- Daniel Martínez (Badminton) (* 1996), mexikanischer Badmintonspieler
- Daniel Martínez (Fußballspieler, 1997), argentinischer Fußballspieler
- Daniel Martínez Jiménez (* 2002), spanischer Handballspieler
- Daniel Felipe Martínez (* 1996), kolumbianischer Radrennfahrer
- Daniel Joseph Martinez (* 1957), US-amerikanischer Künstler
- Damián Martínez (* 1979), kubanischer Radrennfahrer
- Damián Emiliano Martinez (* 1992), argentinischer Fußballspieler Emiliano Martínez
- David Martínez (Unternehmer) (* 1957), mexikanischer Unternehmer
- David Martínez (Leichtathlet) (* 1967), spanischer Leichtathlet
- David Martínez (Musiker), spanischer Musiker und Produzent
- David Martinez (Papyrologe), US-amerikanischer Papyrologe
- David Martínez (Rennfahrer) (* 1981), mexikanischer Rennfahrer
- David Martínez (Fußballspieler, 1983) (* 1983), nicaraguanischer Fußballspieler
- David Martínez (Fußballspieler, 1998) (* 1998), paraguayisch-argentinischer Fußballspieler
- David Martínez (Fußballspieler, 2004) (* 2004), argentinischer Fußballspieler
- David Martínez (Billardspieler) (* 1991), spanischer Billardspieler
- David Martínez (Fußballspieler, 2006) (* 2006), venezolanischer Fußballspieler
- David Martínez De Aguirre Guinea (* 1970), spanischer Ordensgeistlicher, Koadjutorvikar von Puerto Maldonado
- Dennis Martínez (* 1955), nicaraguanischer Baseballspieler
- Diego Martínez (Fußballspieler, 1978) (* 1978), argentinischer Fußballspieler und -trainer
- Diego Martínez (Fußballspieler, 1981) (* 1981), mexikanischer Fußballspieler
- Diego Martínez (Fußballspieler, 1988) (* 1988), mexikanischer Fußballspieler
- Diego Martínez (Fußballspieler, 1989) (* 1989), kolumbianischer Fußballtorwart
- Diego Martínez (Fußballspieler, 1992) (* 1992), argentinischer Fußballspieler
- Diego Martínez (Schauspieler), Schauspieler
- Diego Martínez Barrio (1883–1962), spanischer Politiker
- Diego Martínez Ferreira (* 1980), paraguayischer Fußballspieler
- Diego Martínez Macarro (* 1989), spanischer Fußballspieler, bekannt als Dieguito
- Diego Martínez Penas (* 1980), spanischer Fußballspieler und -trainer
- Dion Martinez (1837–1928), kubanisch-amerikanischer Schachspieler
- Dogomar Martínez (1929–2016), uruguayischer Boxer
- Domingo Martínez (Maler) (1688–1749), spanischer Maler
- Domingo Martínez (Baseballspieler) (* 1965), dominikanischer Baseballspieler
- Domingo Martínez (Fußballspieler) (* 1982), paraguayischer Fußballspieler
- Domingo Martínez de Irala (1506–1556), baskischer Offizier und Gouverneur von Kolonialgebieten
- Domingo Martínez de la Garza (1805–1899), mexikanischer Anwalt und Politiker
- Douglas Martínez (* 1997), honduranischer Fußballspieler

### E
- Edgar Martínez (Baseballspieler) (* 1963), US-amerikanischer Baseballspieler
- Edgar Martínez (Fußballspieler) (* 1979), uruguayischer Fußballspieler
- Eduardo Martinez (Fußballspieler), uruguayischer Fußballspieler
- Eduardo Martinez (Filmeditor), kanadischer Filmeditor
- Eduardo Martínez Adam, spanischer Rallye-Copilot
- Eduardo Martínez Díaz (* 1968), kubanischer Politiker
- Eduardo Martínez Somalo (1927–2021), spanischer Kurienkardinal, Camerlengo
- Eduardo Esteban Martínez (* 1961), argentinischer Volleyballspieler
- Eduardo Giles Martínez (* 1952), mexikanischer Diplomat
- Egoi Martínez (* 1978), spanischer Radrennfahrer
- Elia María Martínez (* 1979), spanische Fußballschiedsrichterin
- Elías García Martínez (1858–1934), spanischer Maler
- Elmer Martínez (* 1975), salvadorianischer Fußballspieler
- Eloy Ricardo Domínguez Martínez (* 1977), kubanischer Geistlicher, Weihbischof in San Cristóbal de la Habana
- Elvis Martínez (Fußballspieler) (* 1970), venezolanischer Fußballspieler
- Elvis Martínez (Sänger), dominikanischer Bachatasänger, Songwriter und Gitarrist
- Elvis Martínez Nodarse (Elvis Manuel Martínez Nodarse; 1990–2008), kubanischer Sänger und Komponist, siehe Elvis Manuel
- Emil Martínez (* 1982), honduranischer Fußballspieler
- Emiliano Martínez (* 1992), argentinischer Fußballspieler
- Emiliano Antonio Cisneros Martínez O.A.R. (* 1945), katholischer Geistlicher, Bischof des Bistums Chachapoyas
- Emilio Martínez (Fußballspieler, 1981) (* 1981), paraguayischer Fußballspieler
- Emilio Martínez (Fußballspieler, 2003) (* 2003), mexikanischer Fußballspieler
- Emilio Martínez (Tennisspieler), spanischer Tennisspieler
- Emilio Martínez Lázaro (* 1945), spanischer Filmregisseur
- Emilio Martínez del Rey (* 1946), spanischer Tennisspieler
- Enrique Martínez (Reiter) (Enrique Martínez de Vallejo Manglano; * 1930), spanischer Reitsportler
- Enrique Martínez Ossola (* 1952), argentinischer römisch-katholischer Geistlicher, Weihbischof in Santiago del Estero
- Enrique Martínez Heredia (* 1953), spanischer Straßenradrennfahrer
- Enrique Sánchez Martínez (* 1960), mexikanischer Geistlicher und Bischof von Mexicali
- Enrique Cornelio Osornio Martínez de los Ríos (1868–1945), mexikanischer Politiker und Militärarzt
- Ernest Martínez i Izquierdo (* 1962), katalanischer Komponist
- Esperanza Martínez (* 1959), paraguayische Politikerin, Gesundheitsministerin und Senatorin
- Esperanza Martínez-Romero (* 1957), mexikanische Mikrobiologin und Genomforscherin
- Esteban José Martínez († 1798), spanischer Seefahrer
- Estíbaliz Martínez (* 1980), spanische Rhythmische Sportgymnastin
- Eugene Martínez (* 1997), belizischer Fußballspieler
- Eugenio Martínez (1922–2021), US-amerikanischer Beteiligter an Watergate
- Eulogio Martínez (1935–1984), paraguayisch-spanischer Fußballspieler
- Ezequiel Martínez Estrada (1895–1964), argentinischer Schriftsteller

### F
- Fabio Martínez Castilla (1950–2023), mexikanischer Geistlicher, Erzbischof von Tuxtla Gutiérrez
- Facundo Martínez (* 1985), argentinischer Fußballspieler
- Federico Martínez (Fußballspieler, 1984) (Eduardo Federico Martínez Colombo; * 1984), uruguayischer Fußballspieler
- Federico Martínez (Fußballspieler, 1996) (Federico Andrés Martínez Berroa; * 1996), uruguayischer Fußballspieler
- Federico Martínez Roda (* 1950), spanischer Historiker und Hochschullehrer
- Federico Palacios Martínez (* 1995), deutsch-spanischer Fußballspieler, siehe Federico Palacios
- Fele Martínez (* 1975, eigentlich Rafael Martínez), spanischer Schauspieler
- Félix Lázaro Martinez (* 1936), spanischer Priester und Bischof von Ponce
- Fernando Martínez (Filmeditor) (1921–2010), mexikanischer Filmeditor
- Fernando Martínez Manrique (* 1977), costa-ricanischer Tennisspieler
- Fernando Martínez (Regisseur), bolivianischer Filmregisseur und -drehbuchautor
- Fernando Alejandre Martínez (* 1956), spanischer General
- Fernando Daniel Martínez (Boxer) (* 1991), argentinischer Boxer
- Fernando Daniel Martínez (Leichtathlet) (* 1993), mexikanischer Mittel- und Langstreckenläufer
- Ferran Martínez (* 1968), spanischer Basketballspieler
- Ferrand Martinez, spanischer Kleriker
- Fidel Martínez (* 1990), ecuadorianischer Fußballspieler
- Filiberto Martínez (Filiberto Enrique Martínez Calix), salvadorianischer Fußballschiedsrichter
- Flavio Martínez, mexikanischer Tennisspieler
- Flavio Martínez Labiano (* 1962), spanischer Kameramann
- Florentino García Martínez (* 1942), spanischer Theologe
- Francisc Joel Martínez Vilar (* 1988), andorranischer Fußballspieler, siehe Joel Martínez
- Franchina Martínez (* 1999), dominikanische Leichtathletin
- Francisco Martínez (Fußballspieler), ecuadorianischer Fußballspieler
- Francisco Martínez Díaz (Paco; * 1954), spanischer Fußballspieler
- Francisco Martínez Ortega, kubanischer Radsportler
- Francisco Martínez de la Rosa (1787–1862), spanischer Schriftsteller
- Francisco Martínez Ruíz, mexikanischer Boxer
- Francisco Martínez Soria (1902–1982), spanischer Schauspieler
- Francisco Javier Martínez Castillo (* 1974), mexikanischer römisch-katholischer Geistlicher, Weihbischof in Puebla de los Ángeles
- Francisco Javier Martínez Fernández (* 1947), spanischer Geistlicher, Erzbischof von Granada
- Francisco José Martínez (* 1983), spanischer Radrennfahrer
- Francisco Lerma Martínez (1944–2019), spanischer Ordensgeistlicher, Bischof von Gurué
- Francisco Puñal Martínez (* 1975), spanischer Fußballspieler
- Franklin Martínez, venezolanischer Poolbillardspieler
- Freddy Antonio de Jesús Bretón Martínez (* 1947), dominikanischer Geistlicher

### G
- Gabriel Martínez (Fußballspieler) (* 1958), kolumbianischer Fußballspieler
- Gabriel Martinez-Pinedo (* 1968), spanischer Physiker
- Gastón Martínez (* 1989), uruguayischer Fußballspieler
- Gerardo Martínez (Tennisspieler) (* 1969), mexikanischer Tennisspieler
- Gerardo Martínez (Hochspringer) (* 1979), mexikanischer Hochspringer
- Gerardo Martínez (Fußballspieler) (* 1991), argentinischer Fußballspieler

- Gerhard Graf-Martinez (* 1952), deutscher Flamenco-Gitarrist, Komponist und Autor
- Germán Martínez (Politiker, 1967) (Germán Martínez Cázares, * 1967), mexikanischer Politiker
- Germán Martínez (Politiker, 1975) (Germán Pedro Martínez, * 1975), argentinischer Politiker
- Germán Martínez (Schwimmer) (Germán Elberto Martínez Díaz, * 1979), kolumbianischer Schwimmer
- Germán Martínez (Schiedsrichter) (Germán Stenley Martínez Miranda, * 1985), salvadorianischer Fußballschiedsrichter
- Germán Leguía y Martínez Jakeway (1861–1928), peruanischer Anwalt und Politiker
- Gerson Martínez (* 1989), chilenischer Fußballspieler
- Gilberto Martínez (* 1979), costa-ricanischer Fußballspieler
- Gonzalo Martínez (Fußballspieler, 1975) (* 1975), kolumbianischer Fußballspieler
- Gonzalo Martínez (* 1993), argentinischer Fußballspieler
- Gregorio Martínez (1815–1881), spanischer Missionar der römisch-katholischen Kirche
- Gregorio Martínez Sacristán (1946–2019), spanischer Geistlicher, Bischof von Zamora
- Gregorio Martínez Sierra (1881–1947), spanischer Lyriker und Dramatiker
- Guillermina Martínez Cabrejas (1917–2008), Künstlername Mariemma, spanische Tänzerin und Choreografin
- Guillermo Martínez (Schriftsteller) (* 1962), argentinischer Schriftsteller und Mathematiker
- Guillermo Martínez (Volleyballspieler) (* 1969), argentinischer Volleyballspieler
- Guillermo Martínez (Leichtathlet) (* 1981), kubanischer Leichtathlet
- Guillermo Martínez (Filmregisseur) (* 1989), argentinischer Filmregisseur
- Guillermo Martínez Ayala (* 1995), mexikanischer Fußballspieler
- Guillermo Bedoya Martínez (Eddy Martínez; 1933–2011), peruanischer Sänger
- Guillermo Ortiz Martínez (* 1948), mexikanischer Ökonom
- Gustavo Martínez (Radsportler) (1932–2006), guatemaltekischer Radsportler
- Gustavo Martínez Frías (1935–2009), kolumbianischer Geistlicher, Erzbischof von Nueva Pamplona
- Gustavo Martínez Zuviría, eigentlicher Name von Hugo Wast (1883–1962), argentinischer Schriftsteller
- Gustavo Adolfo Álvarez Martínez (1938–1989), honduranischer Militär und Politiker
- Gustavo Bueno Martínez (* 1924), spanischer Philosoph, siehe Gustavo Bueno (Philosoph)

### H
- Hangley Martínez (* 1991), dominikanischer Fußballspieler
- Hans Martínez (* 1987), chilenischer Fußballspieler
- Héctor Álvarez Martinez (* 2006), spanischer Radsportler
- Héctor González Martínez (* 1939), mexikanischer Geistlicher, Alterzbischof von Durango
- Hency Martínez Vargas (* 1958), kolumbianischer Geistlicher, Bischof von La Dorada-Guaduas
- Herminia Martínez († 2013), venezolanische Schauspielerin
- Hernán Martínez (* 1934), chilenischer Fußballspieler
- Hirth Martínez (1945–2015), US-amerikanischer Musiker, siehe Angel Station
- Hugo Martínez (* 1968), salvadorianischer Politiker der (FMLN), Minister für Auswärtige Angelegenheiten

### I
- Ifigenia Martínez y Hernández (1925–2024), mexikanische Wirtschaftswissenschaftlerin und Politikerin
- Iker Martínez (* 1977), spanischer Segler
- India Martínez (* 1985), spanische Sängerin
- Iñigo Martínez (* 1991), spanischer Fußballspieler
- Irene Martínez (Leichtathletin) (1944–2014), kubanische Leichtathletin
- Irene Martínez (Turnerin) (Irene Martínez Mecha; * 1966), spanische Turnerin
- Isaac Circuncisión Martínez Chuquizana (* 1954), peruanischer Ordensgeistlicher, Bischof von Cajamarca
- Isabel Martínez (* 1986), Schweizer Wirtschaftswissenschaftlerin
- Isidoro Martínez Llamazares (* 2000), spanischer Handballspieler
- Isidoro Martínez Martín, spanischer Handballspieler und -trainer
- Isidoro Martínez-Vela (1925–2012), spanischer Schwimmer
- Ismael Martínez (* 1978), paraguayischer Fußballspieler
- Israel Martínez (* 1981), mexikanischer Fußballspieler
- Itziar Ituño Martinez (* 1974), spanische Schauspielerin
- Iván César Martínez Montalvo (* 1943), kubanischer Botschafter

### J
- Jackson Martínez (* 1986), kolumbianischer Fußballspieler
- Jairo Martínez (* 1978), honduranischer Fußballspieler
- James Martinez (Ringer) (* 1958), US-amerikanischer Ringer, Olympiateilnehmer 1984
- James Martinez (Schauspieler), US-amerikanischer Schauspieler
- Javi Martínez (Javier Martínez Aginaga; * 1988), spanischer Fußballspieler
- Javier Martínez (Musiker) (1946–2024), argentinischer Blues- und Rockmusiker
- Javier Martínez (Leichtathlet) (* 1953), spanischer Sprinter
- Javier Martínez (Boxer) (* 1968), spanischer Boxer
- Javier Martínez (Fußballspieler, 1971) (* 1971), honduranischer Fußballspieler
- Javier Martínez (Fußballspieler, 1973) (Javier Adolfo Martínez Corrales; * 1973), kolumbianischer Fußballspieler
- Javier Martínez (Fußballspieler, 1991) (Javier Eduardo Martínez Chicas; * 1991), salvadorianischer Fußballspieler
- Javier Martínez Barrio (* 1991), spanischer Fußballspieler
- Javier Martínez Benito (* 1989), spanischer Fußballspieler
- Javier Martínez González (* 1987), spanischer Fußballspieler
- Javier Martínez Tabernero (* 1997), spanischer Fußballspieler
- Javier Martínez Titino (Javier Martínez Arredondo), mexikanischer Fußballspieler
- Javier Cárdenas Martínez (1952–2022), mexikanischer Fußballspieler
- Jean-Claude Martinez (* 1945), französischer Politiker
- Jean-Luc Martinez (* 1964), französischer Klassischer Archäologe und Museumsdirektor
- Jean-Marc Martinez (* 1956), französischer Fußballspieler
- Jean Martinez (Chemiker), französischer Biochemiker, Universität Montpellier
- Jerry P. Martinez (* um 1964), pensionierter Generalleutnant der US Air Force
- Jessica Martínez (* 1999), paraguayische Fußballspielerin
- Jesús Martínez Álvarez (* 1942), mexikanischer Künstler
- Jesús Martínez de Bujanda (* 1935), spanisch-kanadischer Historiker
- Jesús Martínez de la Cal (* 1980), spanischer Handballspieler
- Jesús Martínez Díez (* 1952), mexikanischer Fußballspieler
- Jesús Martínez Morales (* 1983), paraguayischer Fußballspieler
- Jesús Martínez Rivadeneyra (* 1947), spanischer Fußballspieler
- Jesús Martínez Ross (* 1932), mexikanischer Politiker
- Jesús Martínez Tejeda (* 1976), mexikanischer Boxer
- Jesús Morales Martínez (* 1985), mexikanischer Fußballspieler
- Jesús Ramón Martínez de Ezquerecocha Suso (1935–2013), spanischer Geistlicher, Bischof von Babahoyo
- Jimmy Martínez (* 1997), chilenischer Fußballspieler
- Joan Martínez (Leichtathlet) (* 1999), spanischer Leichtathlet
- Joan Lino Martínez (* 1978), kubanischer Leichtathlet
- Joan Baptista Guzmán i Martínez (1846–1909), spanischer Organist, Komponist, Musikpädagoge und Mönch des Klosters Montserrat
- Joaquín Martínez (1930–2012), mexikanischer Schauspieler
- Joel Martínez (* 1988), andorranischer Fußballspieler
- John Martínez (* 1983), kolumbianischer Radrennfahrer
- Jonny Martínez, venezolanischer Poolbillardspieler
- Jorge Martínez (Rennfahrer) (* 1962), spanischer Motorradrennfahrer
- Jorge Martínez (Fußballspieler, 1964) (* 1964), uruguayischer Fußballspieler
- Jorge Martínez (Handballspieler), spanischer Handballspieler
- Jorge Martínez Martínez (1917–1994), mexikanischer Geistlicher, Weihbischof in Mexiko-Stadt
- Jorge Martínez Zárate (1923–1993), argentinischer Gitarrist und Komponist
- Jorge Alberto Martínez, mexikanischer Opernsänger (Bariton)
- Jorge Andrés Martínez (* 1983), uruguayischer Fußballspieler
- Jorge Andrés Martínez Boero (1973–2012), argentinischer Motorradrennfahrer, siehe Jorge Andrés Boero
- Jorge Daniel Martínez (* 1973), argentinischer Fußballspieler
- Jorge Humberto Martínez (* 1975), kolumbianischer Radrennfahrer
- Jorge Luis Martínez (* 1983), uruguayischer Fußballspieler
- José Martínez (Musiker) (1890–1939), argentinischer Tangomusiker
- José Martínez (Ruderer) (Josep Martínez Llobet; 1895–1971), spanischer Ruderer
- José Martínez (Leichtathlet) (José N. Martínez Garza; * 1901; † unbekannt), mexikanischer Leichtathlet
- José Martínez (Fechter) (1912–1989), mexikanischer Fechter und American-Football-Spieler
- José Martínez (Fußballspieler, 1942) (* 1942), spanischer Fußballspieler und -trainer
- José Martínez (Fußballspieler, 1947) (* 1947), argentinischer Fußballspieler
- Jose Martinez (Boxer) (* 1951), kanadischer Boxer
- José Martínez (Schwimmer) (José Fermín Martínez Naranjo; * 1952), kubanischer Schwimmer
- José Martínez (Politiker) (1962–2011), argentinischer Politiker
- José Martínez (Jurist) (* 1968), deutscher Jurist und Hochschullehrer
- José Martínez (Baseballspieler) (* 1988), venezolanischer Baseballspieler
- José Martínez (Fußballspieler, 1991) (* 1991), chilenischer Fußballspieler
- José Martínez (Volleyballspieler) (José Manuel Martínez Rebollar; * 1993), mexikanischer Volleyballspieler
- José Martínez de Aldunate (1731–1811), chilenischer Priester und Politiker
- José Martínez González (1953–1981), mexikanischer Fußballspieler
- José Martínez Millán, spanischer Historiker
- José Martínez Ruiz (1873–1967), spanischer Schriftsteller
- José Martínez Sánchez (* 1945), spanischer Fußballspieler, siehe Pirri (Fußballspieler)
- José Abraham Martínez Betancourt (1903–1982), mexikanischer Geistlicher, Bischof von Tacámbaro
- José Alberto Martínez (* 1975), spanischer Radrennfahrer
- José Alfredo Martínez de Hoz (1925–2013), argentinischer Politiker
- José Andrés Martínez (* 1994), venezolanischer Fußballspieler
- José Ángel Martínez (José Ángel Martínez Gómez; * 1997), mexikanischer Schwimmer
- José Ángel Abelardo Treviño Martínez (1942–1999), mexikanischer Botschafter
- José Ángel López Martínez (* 1994), Sänger, Songwriter, Tänzer und Musikproduzent, siehe Jay Wheeler
- José Bono Martínez (* 1950), spanischer Politiker (PSOE)
- José Carlos Martínez (* 1969), spanischer Balletttänzer
- José Carmelo Martínez Lázaro (* 1954), spanischer Ordensgeistlicher, Bischof von Cajamarca
- José Cruz Martínez, mexikanischer Fußballtorhüter
- José Izquierdo Martínez (* 1980), spanischer Fußballspieler
- José de Jesús Martinez Vargas (1897–1987), kolumbianischer römisch-katholischer Geistlicher, Bischof von Armenia
- José de Jesús Martínez Zepeda (* 1941), mexikanischer Geistlicher, emeritierter römisch-katholischer Bischof von Irapuato
- José Joaquín Martínez (* 1987), mexikanischer Fußballspieler
- José Luis Martínez (Sportschütze) (José Luis Martínez de Ubago Aguado; * 1926–2014), spanischer Sportschütze
- José Luis Martínez (Leichtathlet) (José Luis Martínez Vázquez; * 1943–2004), spanischer Leichtathlet
- José Luis Martínez (Gewichtheber) (José Luis Martínez Ocaña; * 1968), spanischer Gewichtheber
- José Luis Martínez-Almeida (* 1975), spanischer Jurist und Politiker (PP), Bürgermeister von Madrid
- José Luis Martínez Jiménez (* 1979), spanischer Radrennfahrer
- José Luis Dibildox Martínez (1943–2018), mexikanischer Geistlicher, Bischof von Tampico
- José Manuel Martínez (* 1971), spanischer Leichtathlet
- José María Blázquez Martínez (1926–2016), spanischer Historiker
- José O’Callaghan Martínez (1922–2001), spanischer Jesuit, Theologe und Papyrologe
- Josef Martínez (* 1993), venezolanischer Fußballspieler
- Josep Martínez (* 1998), spanischer Fußballtorhüter
- Josep Martínez Lozano (1923–2006), katalanischer Maler und Aquarellist
- Joseph Martínez (1878–1946), algerisch-französischer Turner
- Juan Martinez (Künstler) (* 1942), spanischer Maler und Bildhauer
- Juan Martínez (Langstreckenläufer) (1947–2021), mexikanischer Langstreckenläufer
- Juan Martínez (Ruderer), uruguayischer Ruderer
- Juan Martínez (Kanute, 1950) (Juan Martínez López; * 1950), mexikanischer Kanute
- Juan Martínez (Diskuswerfer) (* 1958), kubanischer Diskuswerfer
- Juan Martínez (Kanute, 1973) (Juan Martínez Santana; * 1973), mexikanischer Kanute
- Juan Martínez (Radsportler) (Tito; * um 1988), puerto-ricanischer Radrennfahrer
- Juan Martínez Abades (1862–1920), spanischer Maler, Komponist und Dichter
- Juan Martínez Montañés (1568–1649), spanischer Bildhauer
- Juan Martínez Munuera (* 1982), spanischer Fußballschiedsrichter
- Juan Martínez de Rozas (1759–1813), chilenischer Unabhängigkeitskämpfer
- Juan Martínez Silíceo (1486–1557), spanischer Geistlicher, Erzbischof von Toledo
- Juan Antonio Martínez († 1854), guatemaltekischer Politiker, Präsident 1848
- Juan Antonio Martínez Camino (* 1953), spanischer Theologe und Geistlicher, Weihbischof in Madrid
- Juan Bautista Martínez del Mazo (um 1612–1667), spanischer Maler
- Juan Carlos Sánchez Martínez (* 1987), spanischer Fußballtorhüter
- Juan Félix Martínez (1923–1981), argentinischer Fußballtorhüter
- Juan Francisco Martínez Modesto (* 1980), spanischer Fußballspieler, siehe Nino (Fußballspieler, 1980)
- Juan Ignacio Martínez (* 1964), spanischer Fußballtrainer
- Juan José de los Reyes Martínez Amaro, bekannt als El Pípila (1782–1863), mexikanischer Minenarbeiter und Nationalheld
- Juan Luis Martínez (1942–1993), chilenischer Dichter und Künstler
- Juan Manuel Martínez (* 1985), argentinischer Fußballspieler
- Juan Odilón Martínez García (* 1949), mexikanischer Geistlicher, Bischof von Atlacomulco
- Juan Ramón Martínez (1948–2024), salvadorianischer Fußballspieler
- Juan Rubén Martinez (* 1953), argentinischer Geistlicher, Bischof von Posadas
- Juana Martinez-Neal, peruanisch-amerikanische Autorin und Illustratorin
- Julen Luís Arizmendi Martínez (* 1976), spanischer Schachspieler
- Julia Marichal Martinez (Julia Marichal; 1944–2011), mexikanische Schauspielerin
- Julián Martínez (Leichtathlet) (* 1980), spanischer Sprinter
- Julián Martínez (Fußballspieler) (José Julián Martínez Crisanto, * 2003), honduranischer Fußballspieler

- Julio Martínez (Schauspieler) (Julio Martínez Yáñez; 1930–1987), mexikanischer Schauspieler
- Julio Martínez (Gewichtheber) (* 1949), puerto-ricanischer Gewichtheber
- Julio Martínez (Politiker) (* 1962), argentinischer Politiker
- Julio Martínez (Fußballspieler, 1982) (Julio César Martínez Bobadilla,* 1982), paraguayischer Fußballspieler
- Julio Martínez (Fußballspieler, 1985) (* 1985), salvadorianischer Fußballspieler
- Julio Martínez Oyanguren (1901–1973), uruguayischer klassischer Gitarrist
- Julio Martínez Ramírez, kubanischer Politiker (PCC)
- Julio Luis Martínez Martínez (* 1964), spanischer Jesuit
- Julio Quintana Martínez (* 1962), kubanischer Boxer
- Julio René Martínez (* 1973), guatemaltekischer Geher
- Justo Gallego Martínez (1925–2021), Spanier, der eine Kirche in Mejorada del Campo errichtete

### K
- Kaina Martinez (* 1986), belizische Leichtathletin
- Katja Martínez (* 1995), argentinische Schauspielerin und Model
- Katty Martínez (* 1998), mexikanische Fußballspielerin
- Kiko Martínez (* 1986), spanischer Boxer

### L
- Laura Martínez (Judoka) (* 1998), spanische Judoka
- Laura Martínez (Leichtathletin), (* 2004), kolumbianische Leichtathletin
- Laura Martínez (Turnerin) (* 1984), spanische Turnerin
- Lautaro Martínez (* 1997), argentinischer Fußballspieler
- Lázaro Martínez (Sprinter) (* 1962), kubanischer Sprinter
- Lázaro Martínez (Dreispringer) (* 1997), kubanischer Dreispringer
- Leila Consuelo Martinez Ortega (* 1994), kubanische Beachvolleyballspielerin
- Lem Martínez (* 1923), uruguayischer Moderner Fünfkämpfer
- Lenny Martinez (* 2003), französischer Radrennfahrer
- Leopoldo Martínez (* 1943), mexikanischer Sportschütze
- Liezl Martinez (1967–2015), philippinische Schauspielerin
- Lisandro Martínez (* 1998), argentinischer Fußballspieler
- Lluís Martínez Sistach (* 1937), spanischer Geistlicher, Erzbischof von Barcelona
- Loredana Martinez (1947–2024), italienische Schauspielerin
- Lorena Martínez O’Neil († 2015), uruguayische Künstlerin
- Lorenzo Martínez (Schiedsrichter) (bl. 1928), argentinischer Fußballschiedsrichter
- Lorenzo Martínez (Volleyballspieler) (Lorenzo Martínez Cordero; * 1951), kubanischer Volleyballspieler
- Lucas Martínez (Hockeyspieler) (Lucas Martínez Ruiz; * 1993), argentinischer Hockeyspieler
- Lucas Martínez Lara (1943–2016), mexikanischer Geistlicher, Bischof von Matehuala
- Lucas Martínez Quarta (* 1996), argentinischer Fußballspieler
- Lucía Martínez (Windsurferin) (Lucía Martínez Colón; * 1961), puerto-ricanische Windsurferin
- Lucía Martínez (Musikerin) (* 1982), spanische Perkussionistin, Schlagzeugerin und Komponistin
- Luis Martínez (Wrestler) (* 1923), mexikanischer Wrestler
- Luis Martínez (Boxer, 1925) (Luis Martínez Zapata; 1925–2008), spanischer Boxer
- Luis Martínez (Judoka) (Luis Felipe Martínez Rosado; * 1965), puerto-ricanischer Judoka
- Luis Martínez (Leichtathlet) (* 1966), guatemaltekischer Leichtathlet
- Luis Martínez (Fußballspieler, 1975) (* 1975), spanischer Fußballspieler
- Luis Martínez (Fußballspieler, 1976) (* 1976), costa-ricanischer Fußballspieler
- Luis Martínez (Fußballspieler, 1990) (* 1990), uruguayischer Fußballspieler
- Luis Martínez (Schwimmer) (* 1995), guatemaltekischer Schwimmer
- Luis Martínez Noval (1948–2013), spanischer Ökonom und Politiker (PSOE)
- Luis Martínez Serrano (1900–1970), spanisch-mexikanischer Pianist, Komponist und Dirigent
- Luis Adrián Martínez (* 1993), venezolanischer Fußballspieler, siehe Adrián Martínez (Fußballspieler, 1993)
- Luis Alberto Martínez (* 1973), uruguayischer Radrennfahrer
- Luis Antonio Martínez (Fußballspieler) (Luis Antonio Martínez Jiménez; * 1987), mexikanischer Fußballspieler
- Luis Antonio Martínez Armengol (* 1952), mexikanischer Politiker
- Luís Antônio Martinez Corrêa (1950–1987), brasilianischer Schauspieler, Regisseur, Produzent und Theaterdirektor
- Luis Aponte Martínez (1922–2012), puerto-ricanischer Geistlicher, Erzbischof von San Juan
- Luis David Martínez (* 1989), venezolanischer Tennisspieler
- Luis Enrique Martínez García (* 1970), spanischer Fußballspieler und -trainer, siehe Luis Enrique
- Luis Enrique Martínez Rodríguez (* 1982), kolumbianischer Fußballtorhüter, siehe Neco Martínez
- Luis Felipe Martínez (* 1955), kubanischer Boxer
- Luis Mario Martínez de Lejarza Valle (1922–1980), spanischer Ordensgeistlicher, Weihbischof in Guatemala

### M
- Magdelín Martínez (* 1976), italienische Leichtathletin
- Mahinda Martínez (* 1958), mexikanische Botanikerin
- Maitane Etxeberria Martínez (* 1997), spanische Handballspielerin
- Manolo Martínez Hugué (1872–1945), katalanischer Maler und Bildhauer
- Manuel Martínez (* 1974), spanischer Kugelstoßer
- Manuel Martínez (Fußballspieler) (* 1982), salvadorianischer Fußballspieler
- Manuel Martínez Carril († 2014), uruguayischer Filmkritiker
- Manuel Martínez Íñiguez (* 1972), mexikanischer Fußballspieler
- Manuel Alonso Martínez (1827–1891), spanischer Politiker
- Manuel Pérez Martínez (1943–1998), spanischer Priester, Befreiungstheologe und Guerillaführer
- Manuel Ramos Martínez (* 1947), chilenischer Schriftsteller, Dichter und Maler
- Manuel Sanchís Martínez (1938–2017), spanischer Fußballspieler, siehe Manuel Sanchís (Fußballspieler, 1938)
- Marcelino Martínez Cao (Marcelino; * 1940), spanischer Fußballspieler
- Marcelo Benítez Martínez (* 1956), paraguayischer Ordensgeistlicher, Bischof von Caazapá
- Marcos Martínez (* 1985), spanischer Autorennfahrer
- Marcos Martínez (Schauspieler) (* 1977), argentinischer Schauspieler
- Marcos Martínez (Autor), spanischer Schriftsteller des 16. Jahrhunderts
- Martín Marcos Martínez Barazón (* 1957), spanischer Politiker
- Margarita Martinez (1947/1948–2007), US-amerikanische Bischöfin
- María Martínez (Fechterin) (* 1983), venezolanische Fechterin
- María Martínez Ayerza, spanische Blockflötistin und Hochschullehrerin
- Maria Montoya Martinez (1885–1980), US-amerikanische, indianische Keramikkünstlerin
- María Belén Martínez (* 1989), argentinische Gewichtheberin
- María Dolores Martínez Madrona (* 1986), spanische Fußballschiedsrichterin
- María Elena Valenciano Martínez-Orozco (* 1960), spanische Politikerin
- María de Jesús Patricio Martínez (* 1963), mexikanische Ärztin, Menschenrechtsaktivistin und Politikerin
- María José Martínez Sánchez (* 1982), spanische Tennisspielerin
- María Loreto Martínez, kubanische Sängerin
- Mariana Avitia Martínez (* 1993), mexikanische Bogenschützin, siehe Mariana Avitia
- Mariano Martínez (* 1948), spanisch-französischer Radrennfahrer
- Marie Seznec Martinez († 2015), französisches Model
- Marie-Louise Martinez (1932–2022), deutsche Musikwissenschaftlerin, siehe Marie-Louise Göllner
- Mario Martinez (Gewichtheber) (1957–2018), US-amerikanischer Gewichtheber
- Mario Martínez (Tennisspieler) (* 1961), bolivianischer Tennisspieler
- Mario Martinez (Boxer) (* 1965), mexikanischer Boxer
- Mario Martínez (Radsportler), kolumbianischer Radrennfahrer
- Mario Roberto Martínez (* 1989), honduranischer Fußballspieler
- Mario Vilella Martínez (* 1995), spanischer Tennisspieler
- Marta Nieto Martínez (* 1982), spanische Schauspielerin, siehe Marta Nieto
- Mathieu Martinez (* 1982), französischer Nordischer Kombinierer
- Matías Martínez (* 1960), chilenischer Germanist
- Matthew G. Martínez (1929–2011), US-amerikanischer Politiker
- Mauricio Martínez (Boxer) (* 1975), panamaischer Boxer
- Mauricio Martínez (Sänger) (* 1978), mexikanischer Sänger und Schauspieler
- Mauricio Martínez (Fußballspieler) (* 1993), argentinischer Fußballspieler
- Mauricio Martínez (Leichtathlet) (* 1998), chilenischer Sprinter
- Mauricio Martínez Machón, spanischer Politiker (PP)
- Mauricio Martínez Zambrano (* 1982), chilenischer Schriftsteller
- Maximiliano Hernández Martínez (1882–1966), salvadorianischer Politiker, Präsident zwischen 1931 und 1944
- Maximino Martinez (1888–1964), mexikanischer Botaniker
- Maximino Martínez Miranda (* 1951), mexikanischer Geistlicher, Weihbischof in Toluca
- Maybelis Martínez (Maybelis Martínez Adlúm; * 1977), kubanische Volleyballspielerin
- Mayte Martínez (* 1976), spanische Leichtathletin
- Mel Martínez (* 1946), US-amerikanischer Politiker
- Melanie Martinez (* 1995), US-amerikanische Sängerin
- Melissa Barrera Martínez (* 1990), mexikanische Schauspielerin und Sängerin, siehe Melissa Barrera
- Mercedes Martinez (* 1980), US-amerikanische Wrestlerin
- Michael Christian Martinez (* 1996), philippinischer Eiskunstläufer
- Miguel Martínez (Boxer, I), kubanischer Boxer
- Miguel Martinez (Musiker) (Miguel Martinez Schrijver; * 1968), niederländischer Jazzmusiker
- Miguel Martinez (Radsportler) (* 1976), französischer Radrennfahrer
- Miguel Martínez (Schwimmer, 2000) (* 2000), spanischer Schwimmer
- Miguel Martínez (Kickboxer) (Miguel David Martínez Aceves), mexikanischer Kickboxer
- Miguel Martínez (Boxer, II) (Miguel Ángel Martínez), mexikanischer Boxer
- Miguel Martínez de Corta (* 1981), spanischer Fußballspieler
- Miguel Martínez Lobato (* 1999), spanischer Handballspieler
- Miguel Ángel Martínez (Schwimmer) (Miguel Ángel Martínez Tajuelo; * 1984), spanischer Schwimmer
- Miguel Ángel Martínez (Volleyballspieler) (Miguel Ángel Martínez Palacios; * 2003), kolumbianischer Volleyballspieler
- Miguel Ángel Martínez Martínez (* 1940), spanischer Politiker
- Miguel Ángel Martínez Méndez (* 1959), guatemaltekischer Geistlicher
- Miguel Ángel Martínez Torres (* 1967), spanischer Radrennfahrer
- Miguel Ángel Gómez Martínez (1949–2024), spanischer Dirigent und Komponist
- Miguel Ángel Junco Martínez (* 1993), spanischer Fußballspieler, siehe Mika (Fußballspieler, 1993)
- Miguel Ángel Sebastián Martínez (* 1950), spanischer Geistlicher, Bischof von Sarh
- Mikel González de Martín Martínez (* 1985), spanischer Fußballspieler, siehe Mikel González
- Modesto Martínez (* 1934), mexikanischer Wasserballspieler

### N
- Natalie Martinez (* 1984), US-amerikanische Schauspielerin
- Neivi Martinez, mexikanische Sopranistin
- Nelson Antonio Martinez Rust (* 1944), venezolanischer Geistlicher, Bischof von San Felipe
- Néstor Martínez (* 1981), guatemaltekischer Fußballspieler
- Nick Martinez (Baseball) (* 1990), US-amerikanischer Baseballspieler
- Nicolás Martínez (Bischof) († 1660), spanischer Geistlicher
- Nicolás Martínez (Fußballspieler, 1984) (* 1984), argentinischer Fußballspieler
- Nicolás Martínez (Fußballspieler, 1986) (* 1986), argentinischer Fußballspieler
- Nicolás Martínez (Fußballspieler, 1987) (* 1987), argentinischer Fußballspieler
- Nicolás Martínez (Fußballspieler, 1989) (* 1989), paraguayischer Fußballspieler
- Nicolás Martínez (Fußballspieler, 1991) (* 1991), argentinischer Stürmer
- Nicolás Martínez (Fußballspieler, 1992) (* 1992), argentinischer Stürmer
- Nicolás Martínez (Fußballspieler, 1997) (* 1997), uruguayischer Fußballspieler
- Nicolás Martínez (Fußballspieler, 1998) (* 1998), uruguayischer Fußballspieler
- Nicolás Martínez Cerezo (* 1958), spanischer Historiker
- Nicolás López Martínez (1925–2006), spanischer Theologe, Historiker und Kleriker
- Nicole Melichar-Martinez (* 1993), US-amerikanische Tennisspielerin
- Noelia Martínez (* 1996), argentinische Leichtathletin

### O
- Octavio Martínez, mexikanischer Tennisspieler
- Odaline de la Martinez (* 1949), US-amerikanische Dirigentin
- Olivier Martinez (* 1966), französischer Schauspieler
- Omar Martínez Legorreta (* 1935), mexikanischer Diplomat
- Orlando Martínez (Baseballspieler) (Orlando Martínez Oliva, Marty Martínez; 1941–2007), kubanischer Baseballspieler
- Orlando Martínez (Boxer) (1944–2021), kubanischer Boxer
- Orlando Martinez (Leichtathlet), US-amerikanischer Langstreckenläufer
- Orlando Martinez (Fußballspieler) (Orlando José Martinez; * 1979), salvadorianischer Fußballspieler
- Oscar Martínez (Fechter) (1889–??), argentinischer Fechter
- Oscar Martínez (Schauspieler) (* 1949), argentinischer Schauspieler
- Óscar Martínez (Tennisspieler) (* 1974), spanischer Tennisspieler
- Óscar Martínez (Moderator) (* 1976), spanischer Moderator
- Óscar Hernán Blanco Martínez (* 1964), chilenischer Geistlicher, Bischof von Punta Arenas
- Osvaldo Martínez (* 1986), paraguayischer Fußballspieler

### P
- Pablo Martínez (Merenguesänger), dominikanischer Merenguesänger
- Pablo Martínez (Sänger) (* 1978), argentinischer Sänger
- Pablo Martínez (Schauspieler) (* 1987), argentinischer Schauspieler
- Pablo Martínez (Fußballspieler, 1989) (* 1989), französischer Fußballspieler
- Pablo Martínez (Posaunist) (* 1989), spanischer Posaunist, Flamencosänger und Komponist
- Pablo Martínez (Fußballspieler, 1992) (* 1992), costa-ricanischer Fußballspieler
- Pablo Martínez (Kanute) (* 1997), spanischer Kanute
- Pablo Martínez del Río (1809–1882), mexikanischer Arzt und Botschafter
- Patrice Martinez (1963–2018), US-amerikanische Schauspielerin
- Patricia Martínez Augusto (* 1990), spanische Fußballspielerin
- Pau Panitti Martínez (* 2004), spanischer Handballspieler
- Paulino Martínez (* 1952), ehemaliger spanischer Radrennfahrer
- Pedro Martínez (Missionar) (1542–1598), portugiesischer Missionar in Japan
- Pedro Martínez (Fußballspieler) (1893–??), argentinischer Fußballspieler
- Pedro Martínez (Wrestlingpromoter) (eigentlich Ignacio Martínez; 1915–1998), US-amerikanischer Wrestling-Promoter
- Pedro Martínez (Bischof) (Pedro Daniel Martínez Perea; * 1956), argentinischer Geistlicher, emeritierter Bischof von San Luis
- Pedro Martínez (Baseballspieler) (* 1971), dominikanischer Baseballspieler
- Pedro Martínez (Tennisspieler) (* 1997), spanischer Tennisspieler
- Pedro Martínez López (1797–1867), spanischer Romanist, Hispanist, Grammatiker und Lexikograf
- Pedrito Martínez (Pedro Pablo Martínez; * 1973), US-amerikanischer Musiker kubanischer Herkunft
- Pedro de Villagra y Martínez (1513–1577), spanischer Konquistador und zeitweilig Gouverneur von Chile
- Pedro Martínez de la Rosa (* 1971), spanischer Automobilrennfahrer, siehe Pedro de la Rosa
- Pere Martínez, barceloneser Maler
- Petra Martínez (* 1944), spanische Schauspielerin
- Philippe Martinez (* 1961), französischer Gewerkschafter
- Philippe Martinez (Filmproduzent), französischer Filmproduzent

### R
- Rafael Martínez (Rennfahrer) (* 1962), mexikanischer Autorennfahrer
- Rafael Martínez (Turner) (* 1983), spanischer Kunstturner
- Rafael Martínez Alba (1896–1989), dominikanischer Dirigent und Musikpädagoge
- Rafael Martínez Arteaga (1940–2017), kolumbianischer Sänger, Komponist und Dichter
- Rafael Martínez Sáinz (1935–2016), Weihbischof in Guadalajara
- Rafael Martínez Sansegundo (1964–1989), spanischer Basketballspieler
- Rafael Arévalo Martínez (1884–1975), guatemaltekischer Schriftsteller
- Ramfis Trujillo Martínez (1929–1969), dominikanischer Rennfahrer
- Raquel Martínez-Gómez (* 1973), spanische Schriftstellerin
- Raúl Martínez (Schauspieler) (1920–1993), mexikanischer Schauspieler
- Raúl Martínez (Fechter) (* 1926), argentinischer Fechter
- Raúl Martínez (Badminton) (* um 1965), guatemaltekischer Badmintonspieler
- Raúl Martínez (Rennfahrer) (1976/1977–2023), spanischer Motorradrennfahrer
- Raúl Martínez (Radsportler), uruguayischer Radsportler
- Raul Martinez (Boxer) (* 1982), US-amerikanischer Boxer
- Raúl Martínez Alemán (* 1971), kubanischer Ringer
- Raúl Martínez Ruiz (* 2003), mexikanischer Fußballspieler
- Raúl Antonio Martinez Paredes (* 1943), guatemaltekischer Geistlicher, Bischof von Sololá-Chimaltenango
- Raúl Alfonso Carrillo Martínez (* 1964), kolumbianischer Geistlicher, Apostolischer Vikar von Puerto Gaitán
- Ramón Torres Martínez (1924–2008), mexikanischer Architekt
- Reinaldo Sorto Martínez (* 1961), salvadorianischer Geistlicher, Militärbischof von El Salvador
- Rey Ángel Martínez (* 1980), kubanischer Fußballspieler
- Ricardo Martínez (Fußballspieler, 1927) (* 1927), mexikanischer Fußballspieler
- Ricardo Martínez (Fußballspieler, 1947) (* 1947), salvadorianischer Fußballspieler
- Ricardo Martínez (Fußballspieler, 1984) (Ricardo Julián Martínez Pavón; * 1984), paraguayischer Fußballspieler
- Ricardo Martínez de Hoyos (1918–2009), mexikanischer Künstler
- Ricardo Martínez Quiroz (El Fugas; * 1966), mexikanischer Fußballtorhüter
- Ricardo Sáenz de Ynestrillas Martínez (1935–1986), spanischer Militär und Putschist
- Robert Martinez (* 1934), amerikanischer Politiker, siehe Bob Martinez
- Roberto Martínez (Boxer, 1938) (* 1938), uruguayischer Boxer
- Roberto Martínez (Boxer, 1966) (* 1966), honduranischer Boxer
- Roberto Martínez (Fußballspieler, 1945) (Roberto Juan Martínez Martínez; * 1945), spanischer Fußballspieler
- Roberto Martínez (Fußballspieler, 1946) (* 1946), spanischer Fußballspieler
- Roberto Martínez (Fußballspieler, 1966) (* 1966), spanischer Fußballspieler
- Roberto Martínez (Fußballspieler, 1967) (* 1967), peruanischer Fußballspieler
- Roberto Martinez (Schauspieler) (* 1972), deutsch-spanischer Schauspieler und Comedian
- Roberto Martínez (* 1973), spanischer Fußballspieler und -trainer
- Roberto Martínez (Fußballspieler, 1986) (* 1986), mexikanischer Fußballspieler
- Roberto Martínez (Fußballspieler, 1990) (* 1990), spanischer Fußballspieler
- Roberto Martínez Lacayo (1899–1984), nicaraguanischer Politiker
- Roberto Martínez Rípodas (* 1976), spanischer Fußballspieler, siehe Tiko (Fußballspieler)
- Roberto Martínez Zavalía (* 1959), argentinischer Politiker
- Roberto Guadalupe Martínez (* 1973), salvadorianischer Fußballspieler
- Rodolfo Martínez (* 1946), mexikanischer Boxer
- Rodrigo Aguilar Martínez (* 1952), mexikanischer Geistlicher, römisch-katholischer Bischof von San Cristóbal de Las Casas
- Rogelio Martínez (Schauspieler), mexikanischer Schauspieler und Sänger
- Rogelio Martínez, Jr., Sänger, Sohn von Juan José Martínez
- Rogelio Martínez (Boxer) (* 1974), dominikanischer Boxer
- Rogelio Martínez Aguilar (* 1941), mexikanischer Diplomat
- Rogelio Martínez Díaz (1905–2001), kubanischer Gitarrist, Sänger und Leiter der Sonora Matancera
- Rogelio Martínez Furé (1937–2022), kubanischer Folklorist, Musikethnologe und -wissenschaftler
- Román Martínez (* 1983), puerto-ricanischer Profiboxer
- Roman Garcia Martinez (1869–1932), spanischer Flamencogitarrist aus Granada
- Romeo E. Martinez (1911–1990), französischer Photographiehistoriker und Herausgeber
- Rony Martínez (* 1987), honduranischer Fußballspieler
- Rosa Martínez (* 1955), spanische Kuratorin, Kunsthistorikerin und Kunstkritikerin
- Rubén Martínez Núñez (* 1963), chilenischer Fußballspieler und -trainer
- Rubén Martínez (Fußballspieler, 1977) (Rubén Martínez Caballero; * 1977), spanischer Fußballspieler
- Rubén Martínez (Fußballspieler, 1984) (Rubén Iván Martínez Andrade; * 1984), spanischer Fußballtorhüter

### S
- Sabu Martinez (1930–1979), amerikanischer Perkussionist
- Said Martínez (* 1991), honduranischer Fußballschiedsrichter
- Salvador Martínez Pérez (1933–2019), mexikanischer Geistlicher, Bischof von Huejutla
- Salvador Martínez Silva (1889–1969), mexikanischer Geistlicher, Weihbischof in Morelia
- Salvador Rivas Martínez (1935–2020), spanischer Botaniker
- Sandor Martínez Breijo (* 1981), kubanischer Tennisspieler
- Santiago Martínez (* 1991), uruguayischer Fußballspieler
- Santiago Martínez Acebes (1926–2006), spanischer Erzbischof
- Santiago Martínez Caro (1926–2001), spanischer Diplomat
- Santiago Agrelo Martínez (* 1942), spanischer Ordensgeistlicher, Erzbischof von Tanger
- Santiago Martínez-Caro de la Concha-Castañeda (* 1957), spanischer Diplomat
- Saturnino Martínez (1928–1960), mexikanischer Fußballspieler
- Saúl Martínez (* 1976), honduranischer Fußballspieler
- Sebastián Martínez (Fußballspieler, 1977) (* 1977), uruguayisch-österreichischer Fußballspieler
- Sebastián Martínez (Fußballspieler, 1983) (* 1983), uruguayischer Fußballspieler
- Sebastián Martínez (Fußballspieler, 1993) (* 1993), chilenischer Fußballspieler
- Sebastián Chico Martínez (* 1968), spanischer Geistlicher, Bischof von Jaén
- Sebit Martinez (* 1995), südsudanesischer Fußballspieler
- Segismundo Martínez Álvarez (1943–2021), spanischer Ordensgeistlicher, Bischof von Corumbá
- Serafín Martínez (* 1984), spanischer Radrennfahrer
- Sergio Martínez (Radsportler) (1943–1979), kubanischer Radrennfahrer
- Sergio Martínez (Boxer) (* 1975), argentinischer Profiboxer
- Sergio Martínez (Fußballspieler, 1969), uruguayischer Fußballspieler
- Sergio Martínez (Fußballspieler, 1974), uruguayischer Fußballspieler
- Sergio Martínez Ballesteros (* 1975), spanischer Fußballspieler
- Sergio Martínez Maldonado (* 1965), mexikanischer Fußballspieler
- Sergio Martínez Pereyra (* 1977), uruguayischer Fußballspieler
- Servando Gómez Martínez (* 1966), mexikanischer Drogenboss
- Shekiera Martinez (* 2001), deutsche Fußballspielerin
- Shelly Martínez (* 1980), mexikanisch-amerikanisches Model, Schauspielerin, Wrestlerin und Valet
- Susana Martinez (* 1959), US-amerikanische Juristin und Politikerin
- Susana Martinez-Conde (* 1969), spanisch-amerikanische Neurowissenschaftlerin

### T
- Tim Martinez (* 2002), deutscher Basketballspieler
- Tippy Martinez (* 1950), US-amerikanischer Baseballspieler
- Tomás Martínez Guerrero (1820–1873), nicaraguanischer Politiker, Präsident von Nicaragua (1857–1867)
- Tomás Eloy Martínez (1934–2010), argentinischer Schriftsteller, Journalist, Literaturredakteur, Filmkritiker, Drehbuchautor und Hochschullehrer
- Tonatiuh Martínez (* 1962), mexikanischer Garten- und Landschaftsarchitekt
- Tony Martinez (* 1969), belgisch-spanischer Dartspieler

### U
- Ursula Martinez, britische Performance-Künstlerin und Kabarettistin

### V
- Vicente Martínez (Fußballspieler) (1895–1963), spanischer Fußballspieler
- Vicente Martínez (Ringer) (* 1946), mexikanischer Ringer
- Victor Martinez (* 1973), dominikanischer Profi-Bodybuilder
- Victor Hugo Martínez Contreras (1930–2020), guatemaltekischer Geistlicher und Erzbischof von Los Altos Quetzaltenango-Totonicapán
- Víctor Sanabria Martínez (1899–1952), zweiter Erzbischof von San José
- Virgilio Martínez Véliz (* 1977), peruanischer Koch
- Viviana Martínez-Tosar (* 1960), argentinische Künstlerin

### W
- Walmer Martínez (* 1998), salvadorianischer Fußballspieler
- Walter Martínez (Sportschütze) (* 1967), nicaraguanischer Sportschütze
- Walter Julián Martínez (1982–2019), honduranischer Fußballspieler
- William Martínez (1928–1997), uruguayischer Fußballspieler
- Williams Martínez (1982–2021), uruguayischer Fußballspieler

### X
- Xavier Martínez (1869–1943), kalifornischer tonalistischer Künstler
- Ximena Martínez de Pérez (* 1941), ecuadorianische Botschafterin
- Xiuhtezcatl Martinez (* 2000), amerikanischer jugendlicher Umweltaktivist und Hiphoper

### Y
- Yadel Martínez (* 1985), kubanischer Fußballschiedsrichter
- Yancarlos Martínez (* 1992), dominikanischer Leichtathlet
- Yannick Martinez (* 1988), französischer Radrennfahrer
- Yara Martinez (* 1979), puerto-ricanisch-US-amerikanische Schauspielerin
- Yarianna Martínez (* 1984), kubanische Dreispringerin
- Yaritza Martínez (* 2000), kubanische Dreispringerin
- Yasmani Martínez (* 1987), kubanischer Straßenradrennfahrer
- Yeimy Martínez (* 1981), kolumbianische Fußballschiedsrichterin
- Yoana Martínez (* 1980), spanische Badmintonspielerin
- Yoenli Hernández Martinez (* 1997), kubanischer Boxer
- Yoya Martínez (1912–2009), chilenische Schauspielerin
- Yuberjen Martínez (* 1991), kolumbianischer Boxer

### Z
- Zigor Martínez (* 1992), spanischer Eishockeyspieler